# Froschbach (Naila)
Froschbach ist ein Gemeindeteil der Stadt Naila im oberfränkischen Landkreis Hof in Bayern. Froschbach liegt in der Gemarkung Lippertsgrün.

## Geografie
Der Weiler liegt verstreut südlich des Froschbachtals. Eine Gemeindeverbindungsstraße führt nach Lippertsgrün zur Kreisstraße HO 28 (1,1 km südöstlich) bzw. zur Staatsstraße 2194 (0,6 km südwestlich). Eine weitere Gemeindeverbindungsstraße führt nach Pechreuth (1,4 km nordöstlich).

## Geschichte
Froschbach gehörte zur Realgemeinde Lippertsgrün. Gegen Ende des 18. Jahrhunderts bestand Froschbach aus acht Anwesen. Die Hochgerichtsbarkeit hatten das bayreuthische Verwaltungsamt Schwarzenbach am Wald, das Rittergut Schwarzenstein, Rittergut Schwarzenbach und das Rittergut Lippertsgrün gemeinsam inne. Grundherren waren
- das Verwaltungsamt Schwarzenbach: 1 Gut, 2 Gütlein, 1 Halbhof, 1 Wohnhaus;
- das Rittergut Schwarzenstein (Oberes Schloss): 1 Gütlein, 2 Tropfhäuser.[5]

Von 1797 bis 1810 unterstand Froschbach dem Justiz- und Kammeramt Naila. Infolge des Ersten Gemeindeedikts wurde Froschbach dem 1812 gebildeten Steuerdistrikt Culmitz und der zugleich entstandenen Ruralgemeinde Lippertsgrün zugewiesen. Diese wurde im Zuge der Gebietsreform in Bayern am 1. Mai 1978 nach Naila eingemeindet.

### Einwohnerentwicklung
| Jahr      | 1799  | 1819  | 1861   | 1871   | 1885   | 1900   | 1925   | 1950   | 1961   | 1970   | 1987  |
| Einwohner | 34    | 46    | 67     | 50     | 57     | 39     | 44     | 44     | 42     | 21     | 14    |
| Häuser    | 8     |       |        |        | 9      | 9      | 9      | 9      | 9      |        | 9     |
| Quelle    | [ 9 ] | [ 6 ] | [ 10 ] | [ 11 ] | [ 12 ] | [ 13 ] | [ 14 ] | [ 15 ] | [ 16 ] | [ 17 ] | [ 1 ] |

## Religion
Froschbach ist seit der Reformation evangelisch-lutherisch geprägt und war ursprünglich nach Schwarzenbach am Wald gepfarrt. Im Jahr 1951 entstand die Kirchengemeinde Lippertsgrün. Die Martin-Luther-Kirche (Lippertsgrün) bildet seit 2001 eine gemeinsame Pfarrei mit der Kirchengemeinde Döbra, wo sich der Sitz der Pfarrei befindet.